# 中国文物信息咨询中心
中国文物信息咨询中心（国家文物局数据中心）是中华人民共和国从事文物博物馆管理的专业机构，是国家文物局的直属事业单位。

## 历史沿革
1978年11月，正式成立文物商店总店。
1980年10月，更名为中国文物商店总店。
1989年4月，更名为中国文物流通协调中心。
2001年8月，更名、改组为中国文物信息咨询中心。
2006年6月，增加国家文物局数据中心名称。